# سحر كامل
سحر كامل هي ممثلة مصرية، بدأت مشوارها الفني عام 1979، عملت بأدوار مساعدة وثانوية، والبداية كانت عام 1979 بدور آمال في مسلسل الباحثة.

## السيرة
درست سحر كامل في كلية التجارة بجامعة عين شمس، وعشقت التمثيل منذ مرحلة الطفولة، حيث أنها أدت أول أدوارها في مرحلة الثانوية العامة (1979)، حيث كان أول دور لها في فيلم مع ناجي أنجلو ومديحة كامل وشاركت فيه بمشهد واحد.
عُرفت سحر كامل بدورها في فيلم الناظر، حيث جسدت دور عروسة الفنان محمد سعد «اللمبي»، وبدورها في فيلم وش إجرام مع محمد هنيدي، وقبلها مشاركتها في فيلم «جاءنا البيان التالي» مع هنيدي أيضًا وكانت في الفيلم تدير بيت دعارة وقالت سحر فيه عبارتها الشهيرة «في إيه ده أنا كنت نايمة لوحدي»، كما لمعت بدورها في فيلم حاحا وتفاحة.
وشاركت سحر في آخر أعمالها الفنية في 27 حلقة من مسلسل قلوب، كما شاركت في مسلسل شارع عبد العزيز، وقضية رأي عام.

## الأعمال
أهم الأعمال:
- 2021 – 29 يوم (مسلسل إذاعي)
- 2021 – أبلة فاهيتا: دراما كوين (مسلسل) في دور إحسان
- 2013 – نظرية عمتي في دور عاملة النظافة
- 2012 – على واحدة ونص (فيلم)
- 2006 – وش إجرام (فيلم)
- 2006 – جاءنا البيان التالي (فيلم)
- 2006 – كود 36 في دور البلطجية
- 2004 – أحلى الأوقات (فيلم) في دور أحد سكان شارع مدرسة التوفيقية
- 2001 – جاءنا البيان التالي (فيلم) في دور صاحبة شقة الدعارة
- 2000 – الناظر (فيلم) في دور زوجة «اللمبي»
- 1983: دعوة للزواج

## الحياة الشخصية
لسحر كامل ثلاثة أبناء، أكبرهم كريم الذي درس الإخراج مع سمير سيف، وشادي الذي درس بمعهد السينما، وأصغرهم مصطفى.

## الوفاة
في 5 يوليو 2021، تُوفيت سحر كامل، وقد أعلن عن خبر وفاتها محمد علي رزق.

## روابط خارجية
سحر كامل على موقع IMDb (الإنجليزية)
- سحر كامل على موقع الدهليز
- سحر كامل على موقع قاعدة بيانات الأفلام العربية